# Jessalyn Gilsig
Jessalyn Gilsig (ur. 30 listopada 1971 w Montrealu) – kanadyjska aktorka, znana głównie z ról Meredith Gordon w serialu NBC Herosi, Lauren Davis w serialu FOX Boston Public oraz serialu Wikingowie.

## Filmografia
Na podstawie materiału źródłowego:
- Zaklinacz koni (The Horse Whisperer, 1998) jako Lucy
- Bez skazy (Nip/Tuck, 2003–2008) jako Gina Russo
- Totalna zagłada (Flood, 2007) jako Sam Morrison
- Mrówki w samolocie (Destination: Infestation, 2007) jako dr Carrie Ross
- Prom Night (2008) jako ciotka Karen Turner
- Ojczym, (2009) jako Juile King

### Role głosowe
- 1990: Latające misie jako Tycia (Tina)
- 1991: Młody Robin Hood jako Gertruda z Griswald
- 1998: Magiczny miecz – Legenda Camelotu jako Kayley